# 萬山機器工業
萬山機器工業股份有限公司於1977年在臺灣臺北市成立，由一群以功學社部分經銷商為主的資深機車人集資創立。

## 歷史
1977年10月7日，萬山機器工業成立。1979年9月，萬山與日本山葉發動機技術合作，共同推出RX系列機車。1980年，萬山RX125的銷售量高達約3萬輛，僅次於三陽野狼125；1980年，萬山推出「跑速樂50」速克達，由歌星鄧麗君代言，風靡一時。
但由於1983年行政院環境保護署公布《取締汽機車空氣污染辦法》，萬山產製的機車在烏賊車排行榜上居於首位，被冠上惡名，自此銷售業績急轉直下；同年，萬山董事長莊炎塗因私人債務問題去職、總經理何國瑞亦因故去職，萬山頓失領導中心，人事紛擾不已，分崩離析，出現財務困境。1984年萬山開始出現赤字，直至1986年5月宣告倒閉。
1986年，功學社旗下投資公司「寶樹投資股份有限公司」與山葉發動機合資成立「台灣山葉機車股份有限公司」，並承購經營不善的萬山機器工業。